# Isotes babetta
Isotes babetta es una especie de insecto coleóptero de la familia Chrysomelidae.
Fue descrita científicamente en 1961 por Bechyne & Bechyne.